# August Otto (Kaufmann)
August Otto († 24. Dezember 1884 in Muinin Sagara, Usagara, Ostafrika) war ein österreichischer Kaufmann und Zeuge bei der Gründung Deutsch-Ostafrikas.

## Leben
Otto schloss sich 1884 der über Triest reisenden Expedition von Carl Peters, Karl Jühlke und Joachim von Pfeil an. Die drei letztgenannten Teilnehmer waren von der Gesellschaft für deutsche Kolonisation (GfdK) mit dem Landerwerb in Ostafrika beauftragt worden. Sie sollten die Basis für eine deutsche Kolonie legen. Otto begleitete die Expedition anfangs auf eigene Kosten, da er in der geplanten Kolonie eine Faktorei anlegen wollte. Trotz mäßiger Englischkenntnisse Ottos gaben sich die Teilnehmer zur Tarnung zeitweise als Engländer aus.
In Sansibar erhielt die Expedition vom deutschen Konsul William O’Swald keine Unterstützung. Otto beschloss daher, einen lang gehegten Gedanken aufgreifend, nach Japan weiterzureisen. In einer Besprechung der vier Teilnehmer befürwortete von Pfeil jedoch die Fortsetzung der Expedition. Dieser Haltung schloss sich Otto an, was laut von Pfeil den Bestand der Gruppe gewährleistete. Alle vier Europäer reisten zum Festland, wo im November und Dezember 1884 rund zehn Verträge mit Afrikanern geschlossen wurden. Obwohl – oder gerade weil – er kein Beauftragter der GfdK war, bezeugte Otto durch Unterschrift Teile der Dokumente, auf denen die spätere Gründung Deutsch-Ostafrikas beruhte.
Am 4. Dezember 1884 erreichte die Expedition am Dorf Muini Sagara den westlichsten Punkt ihrer Reise. Von Pfeil sollte zurückbleiben, um eine Station anzulegen. Zur Überraschung der Mitreisenden entschloss sich der gesundheitlich geschwächte Otto, Graf von Pfeil zu unterstützen. Otto sollte beim Bau der Station helfen und dafür auf Kosten der GfdK verpflegt werden. Hintergrund war aber auch ein Konflikt zwischen Peters und Jühlke auf der einen sowie von Pfeil und Otto auf der anderen Seite. Etwa drei Wochen nach Trennung der Teilnehmer, am Morgen des 24. Dezember 1884, starb Otto an einer Tropenkrankheit. Die Beisetzung erfolgte auf Veranlassung des Grafen von Pfeil beim Dorf Muini Sagara am Nachmittag desselben Tages. Von Pfeil ordnete den geringen Nachlass, den Otto auf der Reise bei sich getragen hatte. Seine persönlichen Papiere sandte er nach Sansibar an Konsul O’Swald zur Weiterleitung an die Angehörigen.

## Rezeption
Im Unterschied zur gesellschaftlichen Wahrnehmung seiner Mitreisenden wurde Otto kaum öffentlich bekannt. Im NS-Propagandafilm Carl Peters werden neben Peters zum Beispiel Jühlke und von Pfeil dargestellt, während Otto gar nicht vorkommt. Da er weder einen adeligen oder akademischen Titel trug noch militärischen Rang hatte und als österreichischer Kaufmann mehr wirtschaftliche als nationale Motive hegte, wurde er offenbar als nicht erinnerungswürdig erachtet. Bückendorf zählt jedoch alle vier Personen zu den „Kolonialpionieren“ Deutsch-Ostafrikas. Auch der Historiker Michael Pesek nennt gleich zu Beginn seines Beitrages über Peters’ Usagara-Expedition alle vier Teilnehmer:

„Ende September 1884 brach Carl Peters in Begleitung von Carl Jühlke, Joachim Graf von Pfeil und August Otto nach Ostafrika auf, um Geschichte zu machen ...“

August Otto wird als Kaufmann Otto in den Akten des Auswärtigen Amtes genannt, die im Bundesarchiv erhalten sind.
Ottos Tod wurde von Kerstin Decker in dem Tatsachenroman Meine Farm in Afrika beschrieben.